# Коле Аренарио (Терамо)
Коле Аренарио (итал. Colle Arenario) је насеље у Италији у округу Терамо, региону Абруцо.
Према процени из 2011. у насељу је живело 65 становника. Насеље се налази на надморској висини од 286 м.